# بطولة تونس لكرة السلة للرجال 2022–23
بطولة تونس لكرة السلة للرجال 2022–23 هو الموسم رقم 68 من بطولة تونس لكرة السلة للرجال.

فاز بهذا الموسم الاتحاد الرياضي المنستيري.

## روابط خارجية
- الموقع الرسمي للجامعة التونسية لكرة السلة.